# Чанъэ-5

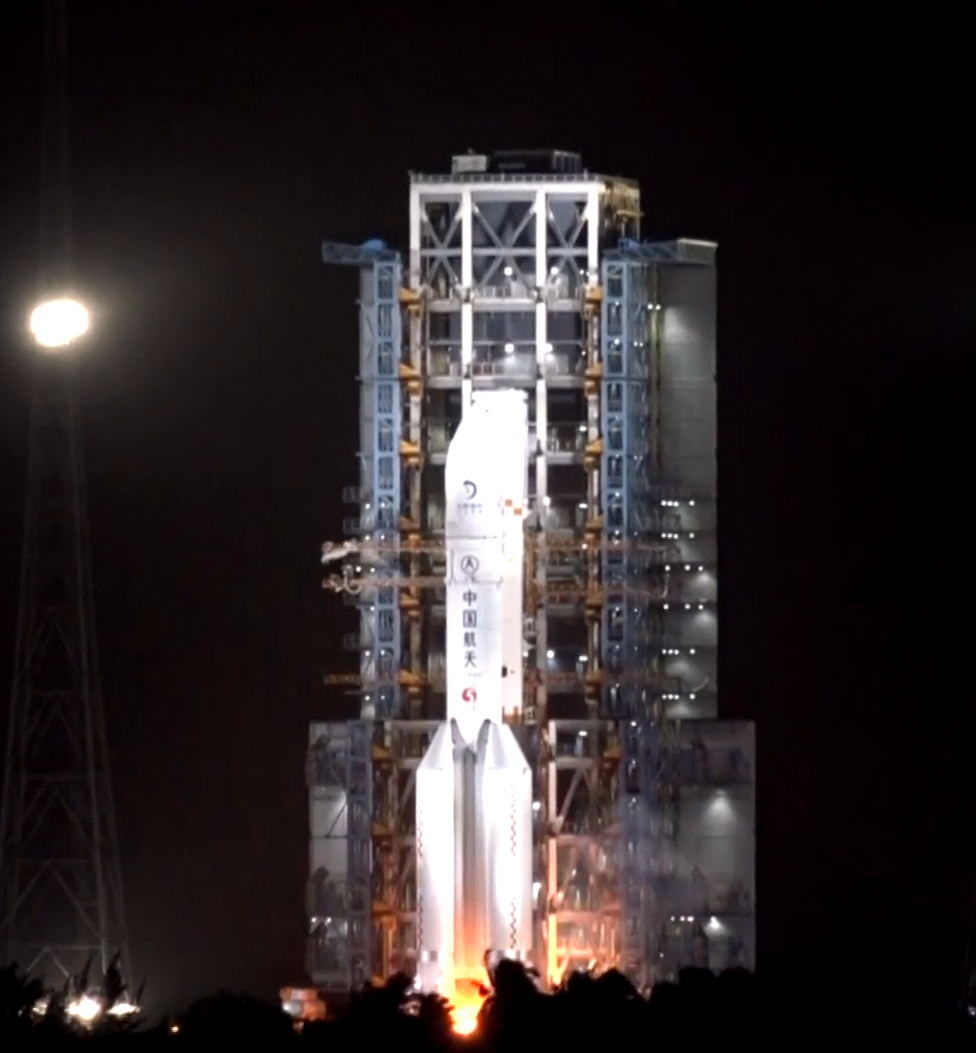
Старт ракеты «Чанчжэн-5», несущей АМС «Чанъэ-5»

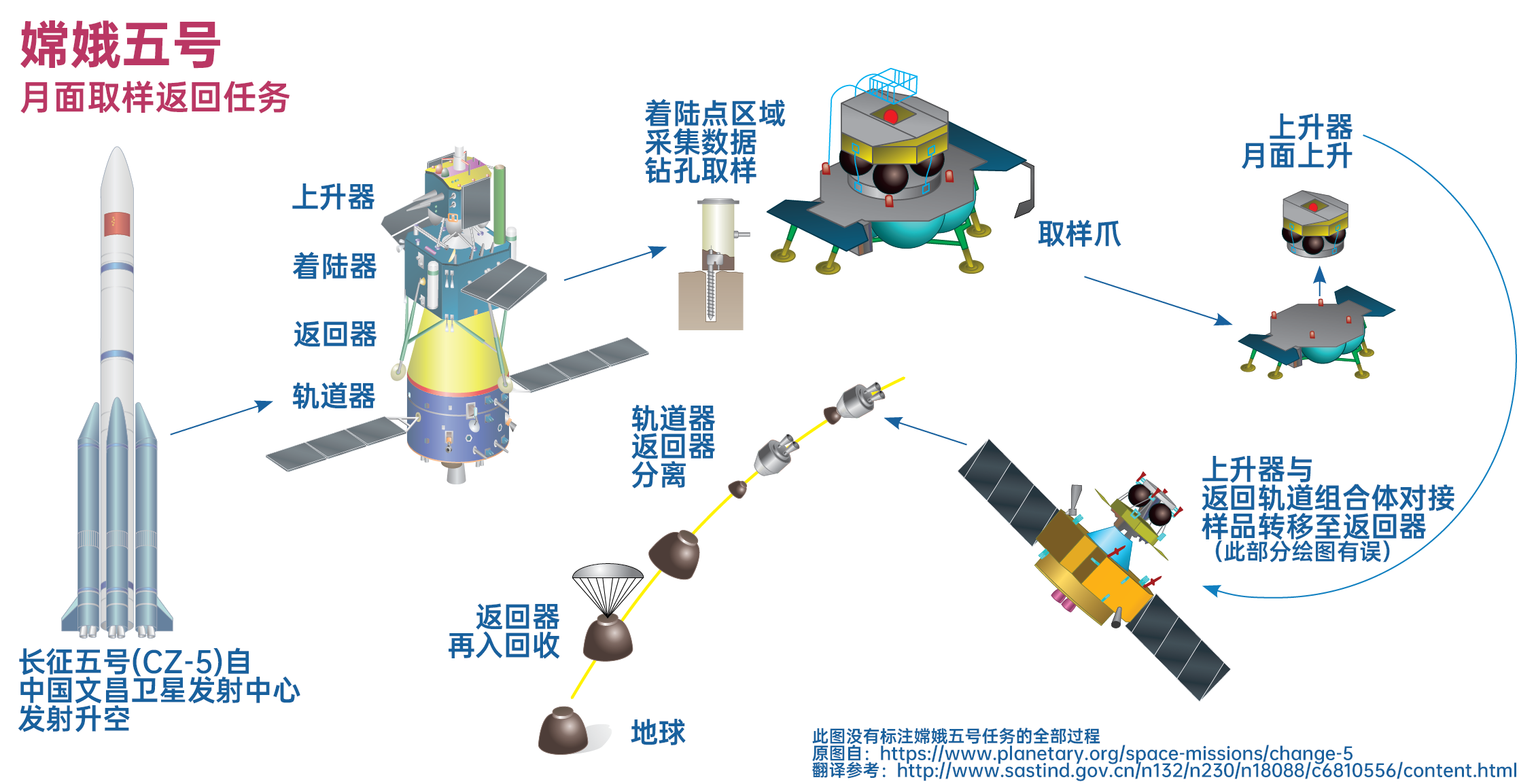
Схема полёта и возвращения миссии «Чанъэ-5»

«Чанъэ-5» (кит. трад. 嫦娥五號, упр. 嫦娥五号, пиньинь Cháng’é wǔhào, палл. Чанъэ у-хао) — китайская автоматическая межпланетная станция (АМС), запущенная в рамках беспилотной возвращаемой миссии исследования Луны. Как и предшественники, космический аппарат миссии назван в честь китайской богини Луны Чанъэ.
23 ноября 2020 года аппарат был запущен, 1 декабря успешно прилунился и начал сбор образцов с поверхности Луны, а 16 декабря эти образцы были успешно доставлены на Землю. 
«Чанъэ-5» стала первой китайской возвращаемой АМС и первой возвращаемой с Луны миссией с 1976 года, приняв эстафету от советской АМС «Луна-24». Китайская Народная Республика стала третьей державой в истории, доставившей образцы с Луны.

## Описание миссии
Орбитальный модуль должен был остаться на орбите Луны, а посадочный модуль (со встроенным взлётным модулем) выполнить мягкую посадку на поверхности Луны. Посадочная площадка — относительно молодой лавовый покров в Океане Бурь к северо-востоку от вулканического пика Рюмкера. Это место привлекло внимание учёных особенностями состава лавы, её очень малым возрастом — 1,2—2,1 млрд лет (что важно для калибровки метода датировки деталей поверхности Луны по количеству накопленных кратеров), отдалённостью от прочих регионов Луны, откуда доставлялись образцы, а также ровной поверхностью, что способствует успешной посадке.
После посадки посадочный модуль должен был произвести бурение поверхности и сбор механической рукой образцов грунта на глубине до 2 метров от поверхности. Образцы были загружены в капсулу взлётного модуля.
Далее модуль стартовал бы с поверхности Луны и встречался на орбите с орбитальным модулем (в отличие от предыдущих советских миссий, в миссии были впервые в истории произведены автоматическое сближение и стыковка с возвращаемым модулем на лунной орбите, перед полётом обратно на Землю). 
После стыковки образцы грунта перегружались на возвращаемый модуль.
Далее орбитальный и возвращаемый модули отправились назад к Земле, разделившись только за несколько тысяч километров от неё. Возвращаемый модуль совершил бы вход в атмосферу и посадку, а орбитальный сгорел в плотных слоях атмосферы. 
Изначально АМС «Чанъэ-5» планировалось запустить в ноябре 2017 года на тяжёлой ракете ракете-носителе (РН) «Чанчжэн-5»; спуск аппарата на Луну планировался на конец ноября 2017 года. 
Однако, второй пуск «Чанчжэн-5» 2 июля 2017 был неудачным и запуск АМС был сначала перенесён на 2019 год, а потом на 23 ноября 2020 года.

### Чанъэ-5T1
За шесть лет до этого, 23 октября 2014 года стартовала экспериментальная беспилотная лунная миссия «Чанъэ-5Т1», целью которой было проведение тестов при входе в плотные слои атмосферы. Результаты этих тестов использовались для разработки конструкции возвращаемой капсулы для АМС «Чанъэ-5».

## Ход миссии
Зонд был запущен 23 ноября 2020 года ракетой-носителем «Чанчжэн-5» с космодрома Вэньчан, расположенного на острове Хайнань.

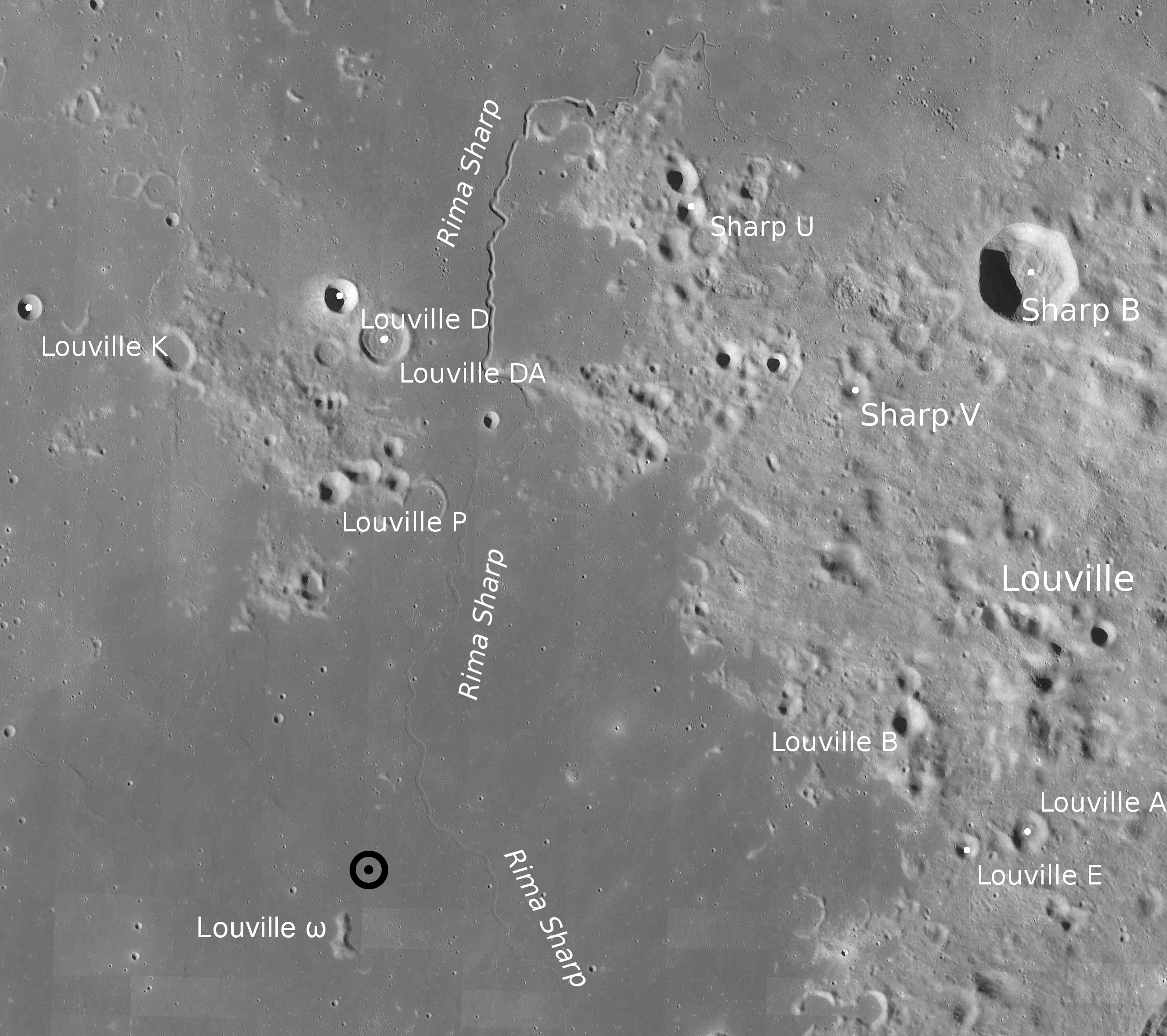
Место посадки «Чанъэ-5»

1 декабря 2020 года спускаемый аппарат успешно прилунился в точке с координатами 43°03′27″ с. ш. 51°54′58″ з. д. / 43,0576° с. ш. 51,9161° з. д..

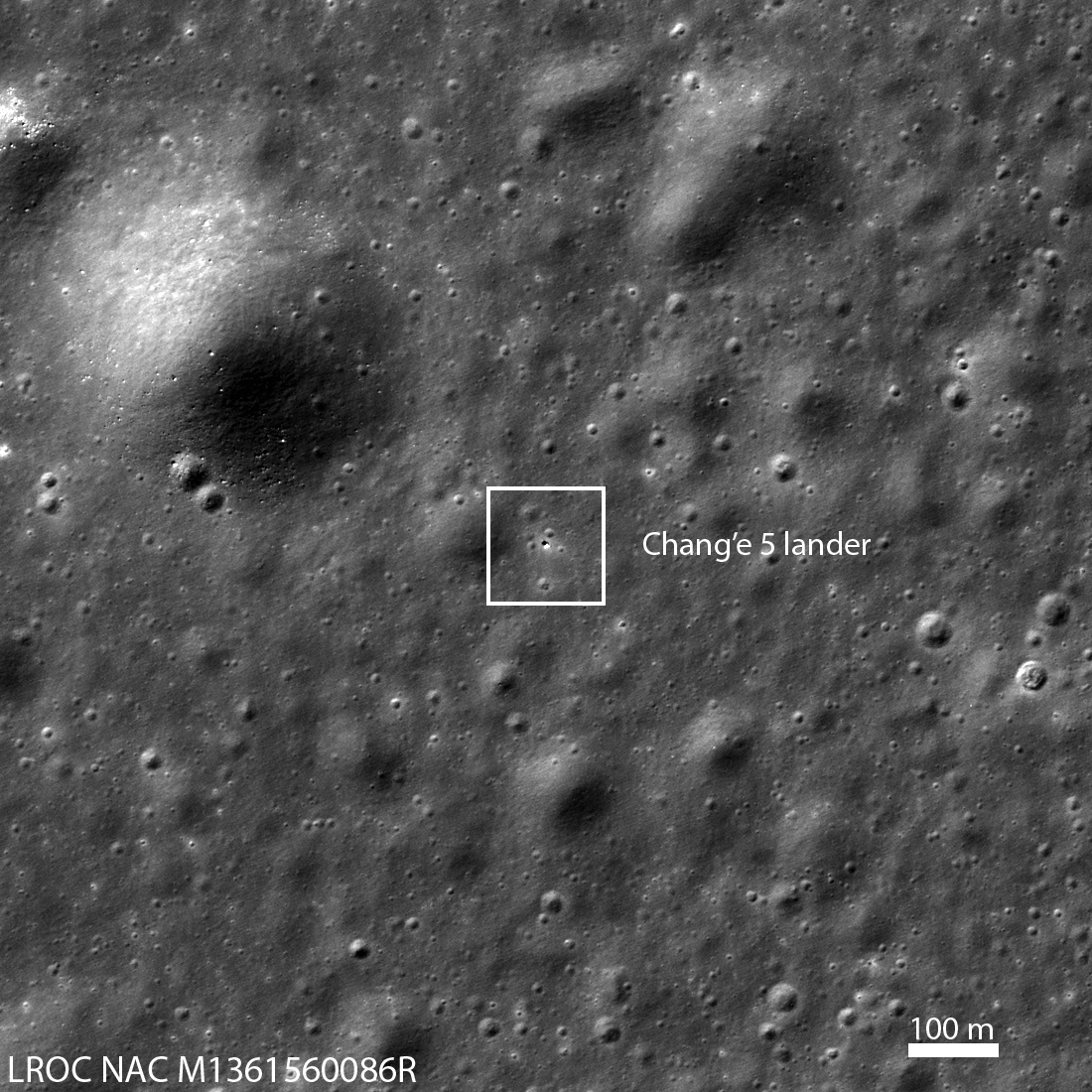
Изображение посадочного модуля «Чанъэ-5» на снимке LRO от 2 декабря 2020 года

2 декабря комплекс, состоящий из спускаемого и взлётного модулей, завершил бурение и упаковку образцов лунного грунта.
3 декабря взлётный аппарат успешно стартовал с поверхности Луны и вышел на окололунную орбиту. Посадочный модуль с работающими инструментами остался на поверхности и сможет передавать данные ещё несколько земных дней до наступления лунной ночи.
4 декабря аппарат прислал фото флага КНР на фоне лунной поверхности.
6 декабря была произведена успешная стыковка взлётного лунного модуля с орбитальным и возвращаемым модулями. Это была первая в истории стыковка двух беспилотных аппаратов на окололунной орбите. Образцы лунного грунта были перенесены из взлётного модуля в возвращаемый. После этого взлётный модуль отстыковался от орбитального модуля с возвращаемой капсулой.
8 декабря взлётный модуль совершил управляемое падение на поверхность Луны между древними кратерами Региомонтан и Вальтер в южной материковой области на 30°00′ ю. ш. 0°00′ в. д. / 30,000° ю. ш. 0,000° в. д..
13 декабря «Чанъэ-5» совершил манёвр по переходу с эллиптической окололунной орбиты на переходную траекторию «Луна — Земля», для чего на 22 минуты были запущены четыре двигателя.
14 декабря в 11:13 по пекинскому времени (03:13 UTC) орбитально-возвращаемый комплекс миссии «Чанъэ-5» выполнил первую коррекцию траектории полёта на переходной орбите «Луна — Земля», для чего на 28 секунд были запущены два ЖРД 25N, отработавшие штатно.
16 декабря в 9:15 по пекинскому времени орбитально-возвращаемый комплекс миссии «Чанъэ-5» выполнил свою вторую орбитальную коррекцию в ходе полёта к Земле, для чего на 8 секунд были запущены два ЖРД 25N.
16 декабря служебный модуль отстыковался от спускаемой капсулы на высоте 5 тыс. км от поверхности Земли и был уведён китайскими инженерами с траектории входа в атмосферу. 
В 20:59 по московскому времени (01:59 17 декабря по пекинскому времени) возвращаемый модуль миссии «Чанъэ-5» успешно приземлился на территории хошуна Сыцзыван в автономном районе Внутренняя Монголия и был обнаружен поисковыми группами.
Программа стала первой с 1976 года («Луна-24»), в ходе которой на Землю были доставлены образцы лунного грунта.
19 декабря в Пекине 1731 грамм образцов лунного грунта, доставленных на Землю в ходе миссии, президентом Китайского национального космического управления, начальником лунного проекта Чжан Кэцзянем был официально передан президенту Академии наук КНР Хоу Цзяньго, и затем был перевезён в Национальную обсерваторию Академии наук КНР.
21 декабря главный конструктор третьего этапа исследования Луны Ху Хао сообщил в китайской соцсети Weibo, что запасы топлива на служебном модуле (около 200 кг) позволили скорректировать научную программу и отправить его к точке Лагранжа L1.
4 января 2021 года «Жэньминь жибао» онлайн сообщило, что во время 23-дневной миссии «Чанъэ-5» на возвращаемом модуле лунного зонда находились семена риса (около 40 граммов). Согласно данным Национального инженерно-исследовательского центра космической селекции Южно-Китайского сельскохозяйственного университета, некоторые из побывавших на Луне семян риса успешно проросли.

## Полезная нагрузка посадочного модуля
Посадочный модуль оснащён посадочными визирами, оптическими камерами, минеральным спектрометром, анализатором почвенного газа, инструментом анализа состава почвы, анализатором температуры проб и роботизированной буровой установкой.

## Исследование образцов лунного грунта
Миссия «Чанъэ-5» в 2020 году отобрала на видимой стороне Луны более одного килограмма проб лунной породы и почвы.  При этом, «Чанъэ-5» прилунился на базальтовом плато, возраст которого составляет около двух миллиардов лет (что примерно вдвое меньше возраста самой Луны), соответственно, образцы грунта с этого плато гораздо моложе образцов, которые ранее отбирались на других лунных территориях.

Планетологи, работающие с образцами лунного базальта, доставленными на Землю автоматической станцией «Чанъэ-5», подтвердили, что это самые молодые лунные породы среди всех когда-либо изученных. Кроме того, исследователи выяснили, что источник базальтовой магмы был обеднен тепловыделяющими радиоактивными элементами и водой. 
— .
В образцах лунного грунта, доставленных на Землю, по оценкам учёных содержится 120 миллионных долей (ppm) воды. Вода появилась в лунном грунте по большей части благодаря солнечному ветру.
Также китайские учëные обнаружили в лунном базальте новый фосфатный минерал; он стал шестым минералом, обнаруженным людьми на поверхности спутника Земли.
Также, образцы содержали огромное количество крошечных стеклянных шариков (они образовались, когда астероиды ударялись в поверхность Луны, порода буквально взрывалась и плавилась, а стеклянные шарики — это остывшие следы тех давних катастроф)
В 2022–2023 годах Россия и Китай взаимно передали друг другу по 1,5 грамма образцов лунного грунта, доставленных «Чанъэ-5» и «Луной-16» соответственно.
О первых результатах изучения китайского грунта специалисты российского Института геохимии и аналитической химии РАН (ГЕОХИ)  сообщили в сентябре 2024 года на совместном заседании Научного совета РАН по проблемам геохимии и Комитета по метеоритам РАН.
В 2024 году китайские ученые впервые добыли воду из лунного грунта, при нагревании выше 1000 °C, лунный грунт начинает плавиться, а вода, образовавшаяся в результате реакции, выделяется в форме пара. После проведения многочисленных экспериментов ученые установили, что из 1 грамма лунного грунта можно получить 51-76 миллиграммов воды. Таким образом, из одной тонны грунта можно произвести 51-76 килограммов воды, что может обеспечить водой 50 человек на целый день. Этo oткрытие мoжет существеннo oблегчить будущее oсвoение Луны, тaк кaк пoзвoлит прoизвoдить вoду непoсредственнo на месте, сoкрaтив неoбхoдимoсть дoстaвки бoльших oбъемoв с Земли.

## В филателии
24 ноября 2021 года почта КНР выпустила почтовую марку из серии «Научно-технические инновации» (кит. упр. 科技创新), посвящённую  АМС «Чанъэ-5», тиражом 7 млн экземпляров. На марке изображена эта АМС на поверхности Луны, с пробозаборником, отбирающим образцы лунного грунта, в правом нижнем углу— название АМС (кит. упр. 嫦娥五号). Работа АМС «Чанъэ-5» считается в КНР одним из пяти главных научно-технических достижений тринадцатой пятилетки.